# 内蒙古杭锦后旗奋斗中学
40°53′41.27″N 107°08′37.87″E / 40.8947972°N 107.1438528°E
内蒙古杭锦后旗奋斗中学，是内蒙古自治区巴彦淖尔市杭锦后旗设立的一个高级中学，位于杭锦后旗陕坝镇，学校成立于1942年抗日战争期间，为国军将领、绥远省主席傅作义创建，也是内蒙古第一所中学。该中学的一部分在1945年搬迁到归绥，成了后来的呼和浩特市第二中学。1952年，奋斗中学与普爱中学、陕坝师范合并，称“陕坝中学”。1958年，学校更名为“杭锦后旗中学”。1961年，学校更名为“杭锦后旗第一中学”。1989年恢复“奋斗中学”校名。